# Stand Up (album Jethro Tull)
Stand Up – drugi album grupy Jethro Tull. Przed rozpoczęciem nagrań z powodu poróżnień z liderem Ianem Andersonem odszedł z zespołu gitarzysta Mick Abrahams - chciał on zostać przy blues rockowym brzmieniu znanym z albumu This Was, podczas gdy Anderson pragnął spróbować innych form muzycznych. Ostatecznie album pozostaje bliżej brzmienia blues rocka niż późniejsze produkcje Jethro Tull.
Stand Up to pierwszy album, nad którym pełną kontrolę nad muzyką oraz tekstami sprawował Ian Anderson. Podczas nagrań jako gitarzysta wystąpił Martin Barre, który od tego czasu będzie uczestniczył w nagraniach wszystkich albumów grupy. Klimat płyty odchodzi od wcześniejszych prac Andersona, prezentując wpływy celtyckie, folkowe oraz fascynację muzyką poważną. Szczególnie w utworze "Fat Man" słuchać zainteresowanie nietypowym instrumentarium – Ian Anderson gra tam na mandolinie, co było jednym z pierwszych wykorzystań tego instrumentu w muzyce rockowej. Z kolei utwór "Bourée" (jedna z bardziej znanych kompozycji zespołu) to jazzowa wariacja na temat "Bourrée in E minor" Jana Sebastiana Bacha.
Album osiągnął pierwsze miejsce w rankingu w Wielkiej Brytanii. Grafika okładki albumu, drzeworyt zaprojektowany przez Jamesa Grashowa, pierwotnie stanowiła okładkę książki dla dzieci, lecz została przerobiona, by zmieścić nazwę zespołu oraz tytuł albumu. W 1969 okładka wygrała nagrodę czasopisma New Musical Express dla najlepszej oprawy graficznej albumu.
Album doczekał się wznowienia w 1973 roku nakładem wydawnictwa Chrysalis Records, jak również wersji cyfrowo zremasterowanej w 2001 roku. W 1989 roku wydawnictwo Mobile Fidelity Sound Lab dokonało własnego remasteru. Ostatnie wydanie płyty miało premierę 5 października 2010. Wersja deluxe zawiera sześć bonusowych nagrań na płycie nr 1 oraz dwie płyty nagrań na żywo zarejestrowanych w Carnegie Hall 4 listopada 1970.

## Lista utworów
Wszystkie utwory zostały napisane i skomponowane przez Iana Andersona, o ile nie zaznaczono inaczej.
Wersja standardowa (CD, LP, MC)
| 1.  | "A New Day Yesterday"                                    | 4:10  |
|     |                                                          |       |
| 2.  | "Jeffrey Goes to Leicester Square"                       | 2:12  |
|     |                                                          |       |
| 3.  | "Bourée" (instrumentalna, J.S. Bach, aranżacja Anderson) | 3:46  |
|     |                                                          |       |
| 4.  | "Back to the Family"                                     | 3:48  |
|     |                                                          |       |
| 5.  | "Look into the Sun"                                      | 4:20  |
|     |                                                          |       |
| 6.  | "Nothing is Easy"                                        | 4:25  |
|     |                                                          |       |
| 7.  | "Fat Man"                                                | 2:52  |
|     |                                                          |       |
| 8.  | "We Used to Know"                                        | 4:00  |
|     |                                                          |       |
| 9.  | "Reasons for Waiting"                                    | 4:05  |
|     |                                                          |       |
| 10. | "For a Thousand Mothers"                                 | 4:14  |
|     |                                                          |       |
|     |                                                          | 37:52 |
|     |                                                          |       |
2001 wersja cyfrowo zremasterowana
1. "Living in the Past" - 3:23
2. "Driving Song" - 2:44
3. "Sweet Dream" - 4:05
4. "17" - 3:07

2010 Deluxe Edition CD 1: Stand Up
1. "A New Day Yesterday" (2001 Digital Remaster)
2. "Jeffrey Goes to Leicester Square" (2001 Digital Remaster)
3. "Bourée" (2001 Digital Remaster)
4. "Back to the Family" (2001 Digital Remaster)
5. "Look into the Sun" (2001 Digital Remaster)
6. "Nothing is Easy" (2001 Digital Remaster)
7. "Fat Man" (2001 Digital Remaster)
8. "We Used to Know" (2001 Digital Remaster)
9. "Reason for Waiting" (2001 Digital Remaster)
10. "For a Thousand Mothers" (2001 Digital Remaster)
11. "Living in the Past" (2001 Digital Remaster)
12. "Driving Song" (2001 Digital Remaster)
13. "Sweet Dream" (2001 Digital Remaster)
14. "17" (2010 Digital Remaster)
15. "Living in the Past" (2001 Digital Remaster)
16. "Bourée" (Top Gear BBC Radio Session)
17. "A New Day Yesterday" (Top Gear BBC Radio Session)
18. "Fat Man" (Top Gear BBC Radio Session)
19. Stand Up (US Radio spot #1) (2010 Digital Remaster)
20. Stand Up (US Radio spot #2) (2010 Digital Remaster)

CD 2: Live at Carnegie Hall
1. "Nothing is Easy"
2. "My God"
3. "With You There to Help Me"/"By Kind Permission Of" (John Evan)
4. "A Song for Jeffrey"
5. "To Cry You a Song"
6. "Sossity, You're a Woman"/"Reasons for Waiting"/"Sossity, You're A Woman"
7. "Dharma for One" (Ian Anderson/Clive Bunker)
8. "We Used to Know"
9. Guitar Solo (Martin Barre)
10. "For a Thousand Mothers"

DVD Live at Carnegie Hall (DTS Surround Mix)
1. Introduction
2. "Nothing is Easy"
3. "My God"
4. "With You There to Help Me"/"By Kind Permission of" (Evan)
5. "A Song for Jeffrey"
6. "To Cry You a Song"
7. "Sossity, You're a Woman"/"Reasons for Waiting"/"Sossity, You're a Woman"
8. "Dharma for One" (Anderson/Bunker)
9. "We Used to Know"
10. Guitar Solo (Barre)
11. "For a Thousand Mothers"

## Wykonawcy
- Glenn Cornick: gitara basowa
- Clive Bunker: instrumenty perkusyjne
- Martin Lancelot Barre: gitara elektryczna, flet
- Ian Anderson: flet, gitara akustyczna, organy Hammonda, fortepian, bałałajka, harmonijka ustna, wokal
- Sekcja smyczkowa pod przewodnictwem Davida Palmera
- Andy Johns: miksowanie